# Molère
Molère  (en occitan gascon Molèra, « Moulin ») est une ancienne commune française située dans le département des Hautes-Pyrénées, en région Occitanie fusionnée le 1er janvier 2017 avec Benqué pour former la commune nouvelle de Benqué-Molère.
Ses habitants sont appelés les Molérois.

## Géographie

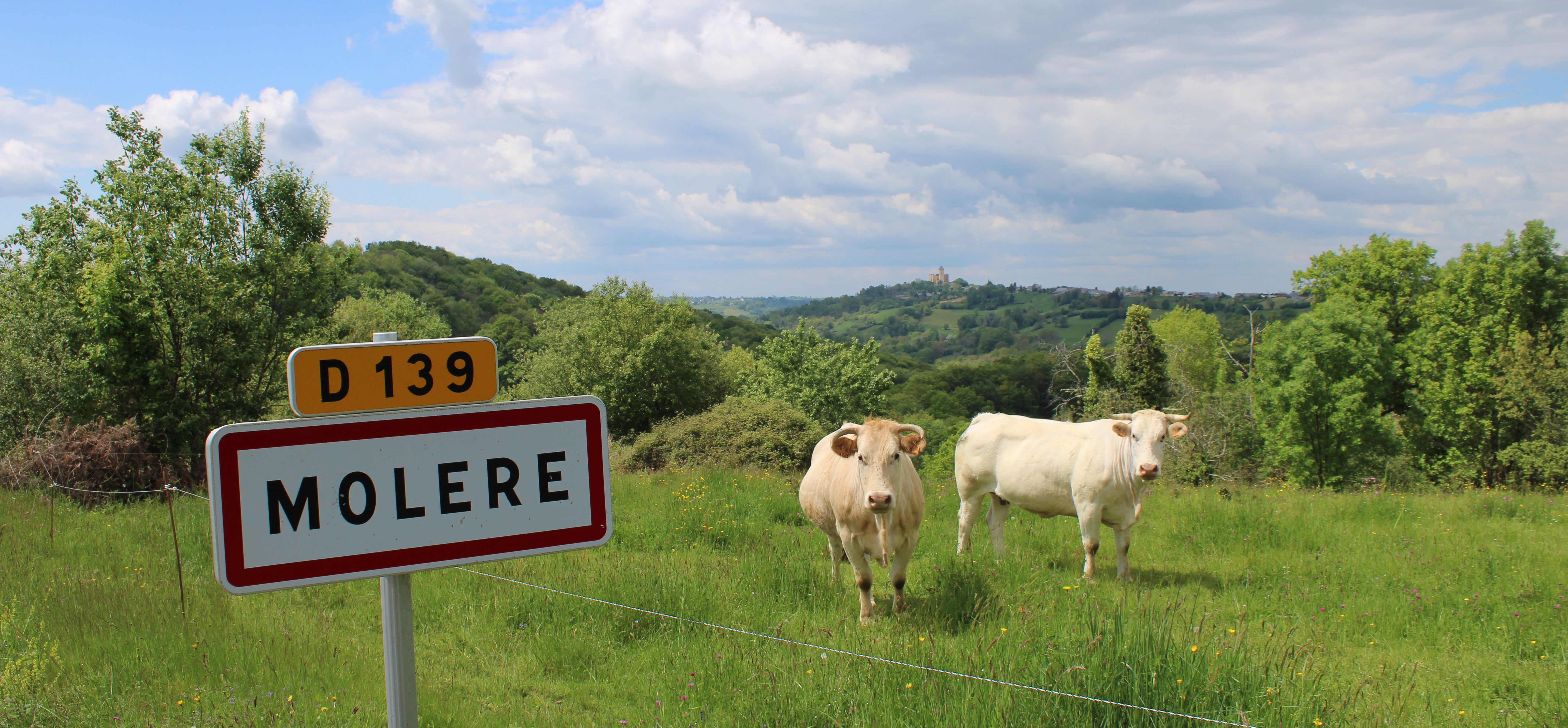
Entrée du village avec le château de Mauvezin en arrière plan.

### Situation
Ce village de Bigorre fait partie des Baronnies des Pyrénées.

### Communes limitrophes

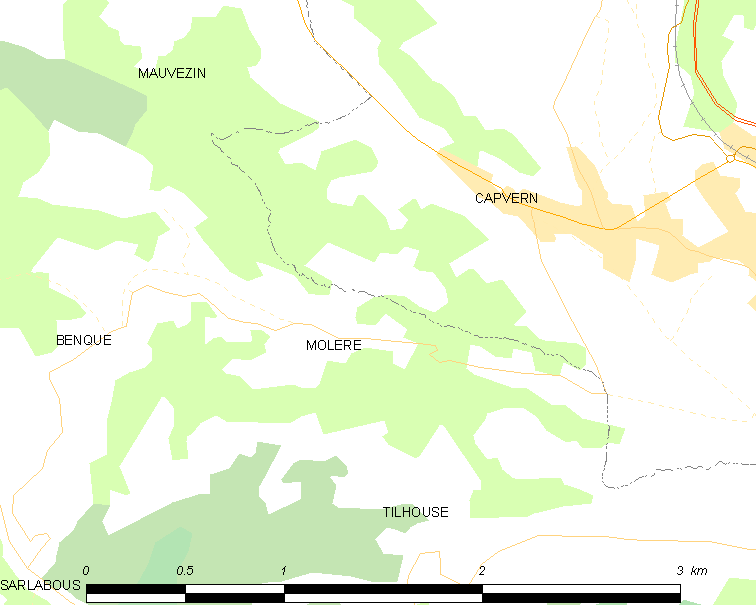
Carte de la commune de Molère et des proches communes.

|                        | Mauvezin |         |
| Benqué (Benqué-Molère) | Molère   | Capvern |
|                        | Tilhouse |         |

## Logement
En 2012, le nombre total de logements dans la commune est de 27.
Parmi ces logements, 53.2  % sont des résidences principales, 39.0  % des résidences secondaires et 7.8  % des logements vacants.

## Toponymie

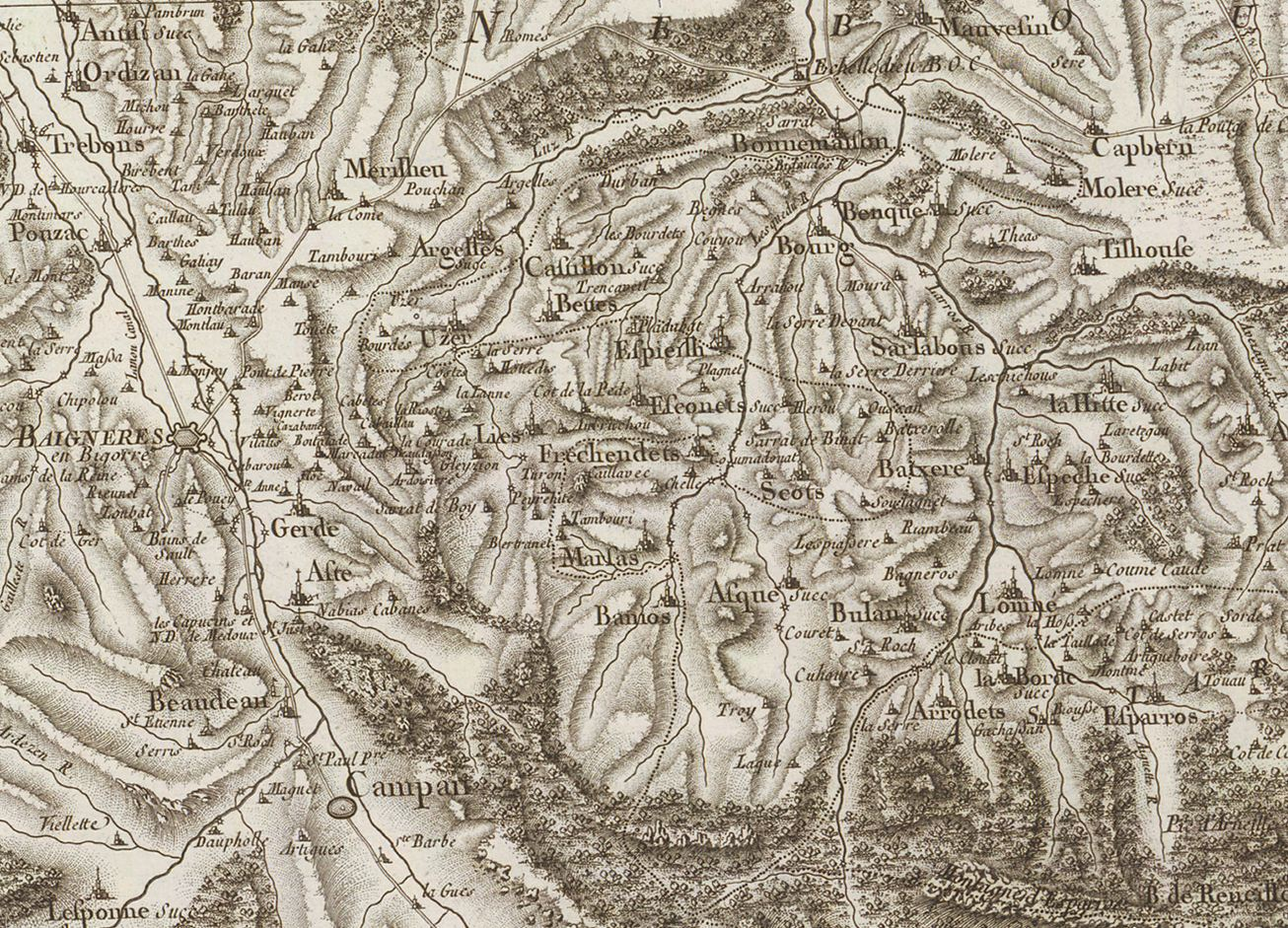
Extrait de la carte de Cassini (entre 1756 et 1789) situant Molère

On trouvera les principales informations dans le Dictionnaire toponymique des communes des Hautes Pyrénées de Michel Grosclaude et Jean-François Le Nail qui rapporte les dénominations historiques du village :
Dénominations historiques :
- Molere, (fin XVIIIe siècle, carte de Cassini).

Étymologie : du gascon mola/mòla (= moulin).
Nom occitan : Molèra.

## Histoire

### Cadastre napoléonien de Molère
Le  plan cadastral napoléonien de Molère est consultable sur le site des archives départementales des Hautes-Pyrénées.

## Politique et administration

### Liste des maires

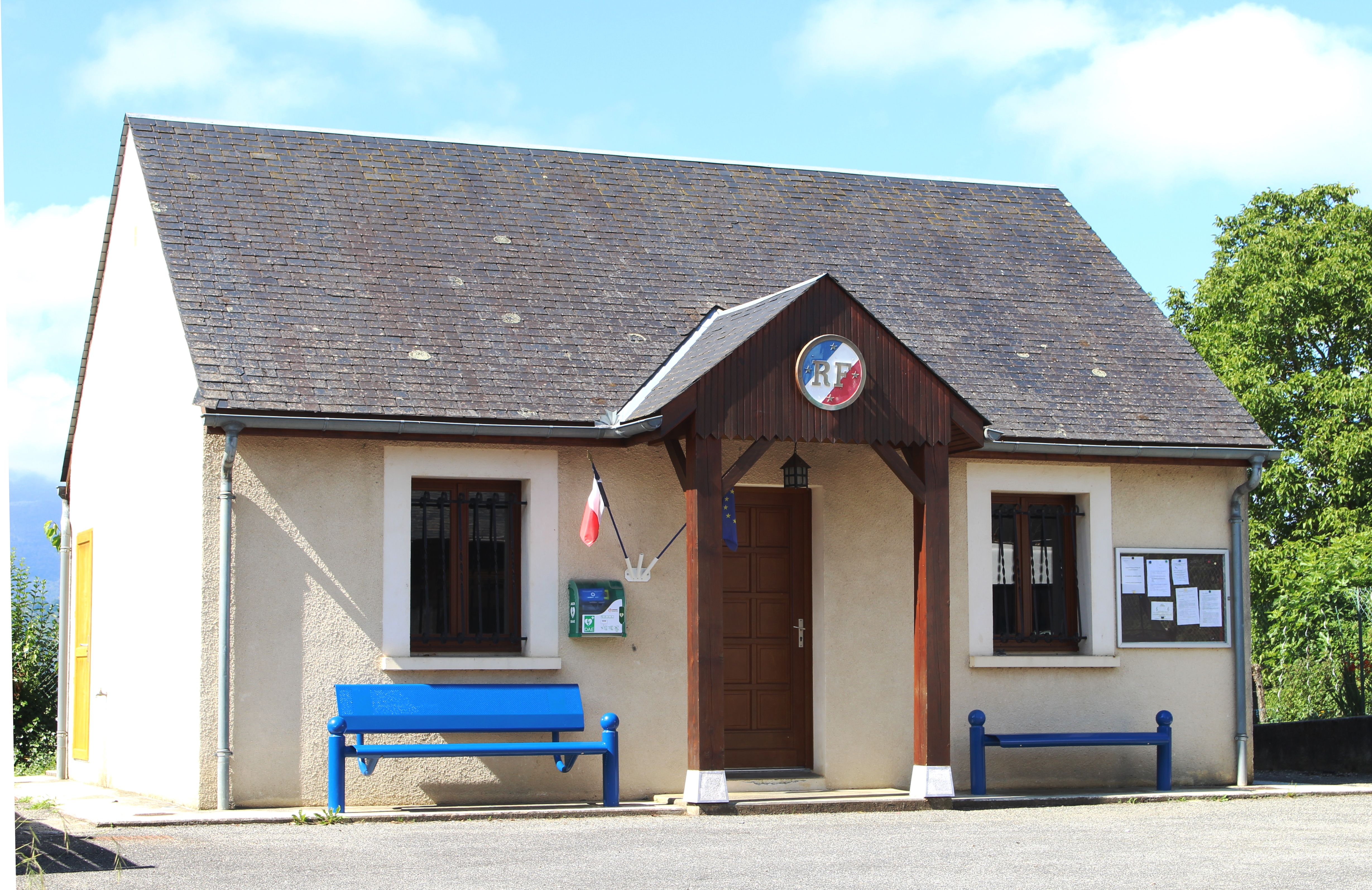
La mairie de Molère en 2014.

| Période                                  | Période  | Identité           | Étiquette | Qualité                   |
| ---------------------------------------- | -------- | ------------------ | --------- | ------------------------- |
| Les données manquantes sont à compléter. |          |                    |           |                           |
| avant 1981                               | ?        | Jean-Marie Carrère |           |                           |
| 1995                                     | en cours | Henri Forgues      | PS        | Ancien conseiller général |

### Galerie

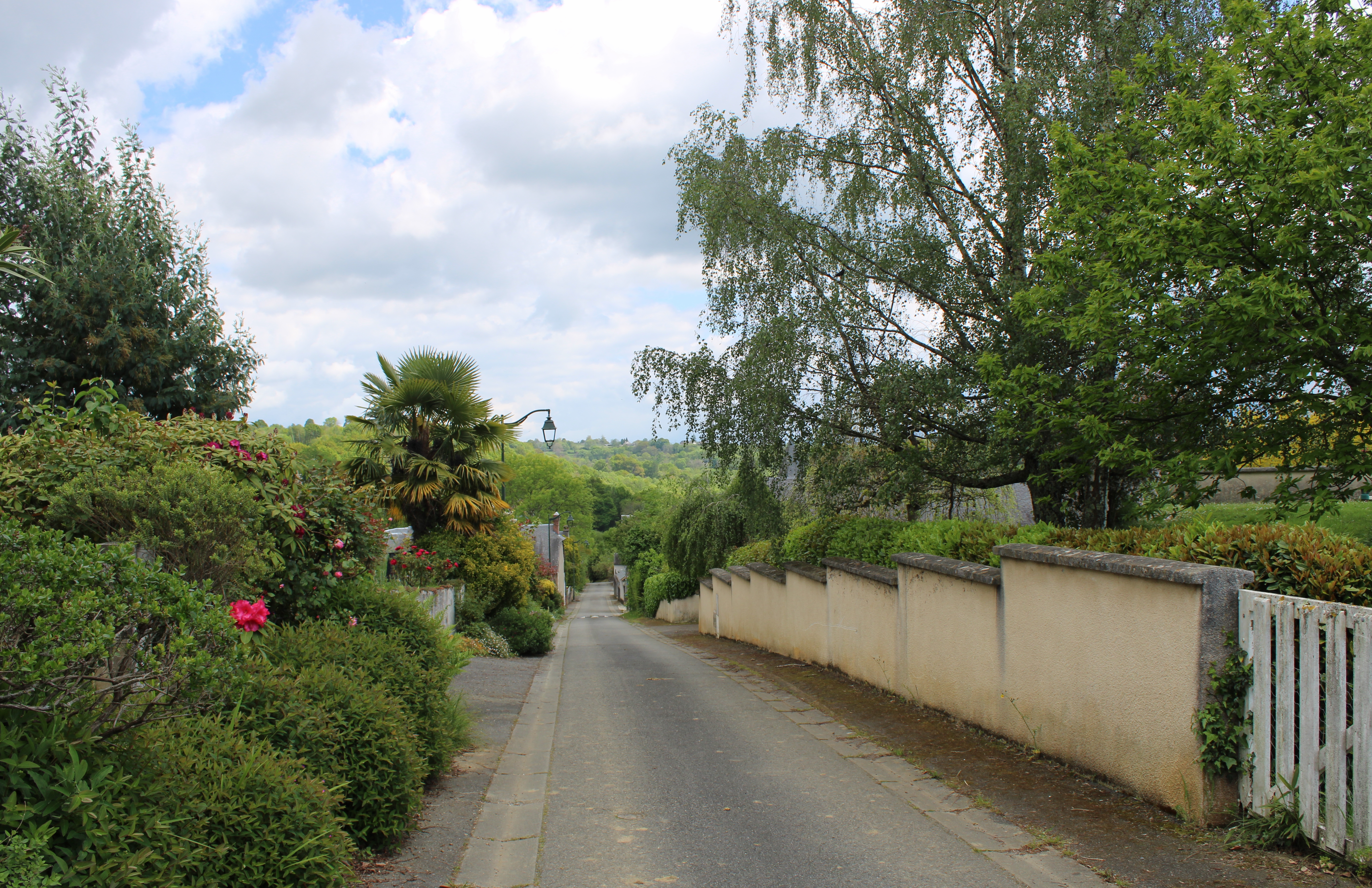
La rue principale.
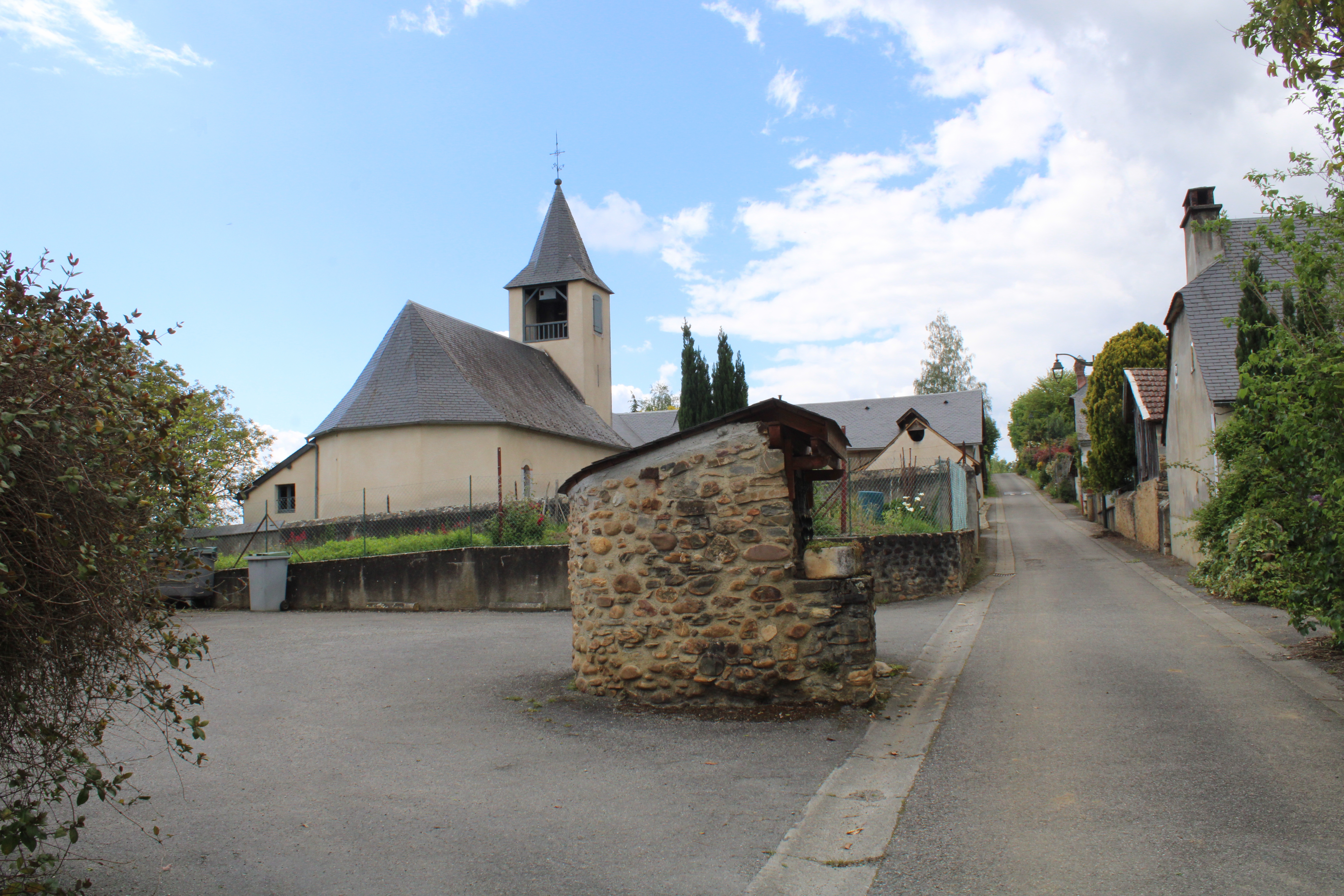
Le vieux puits public et l'église.
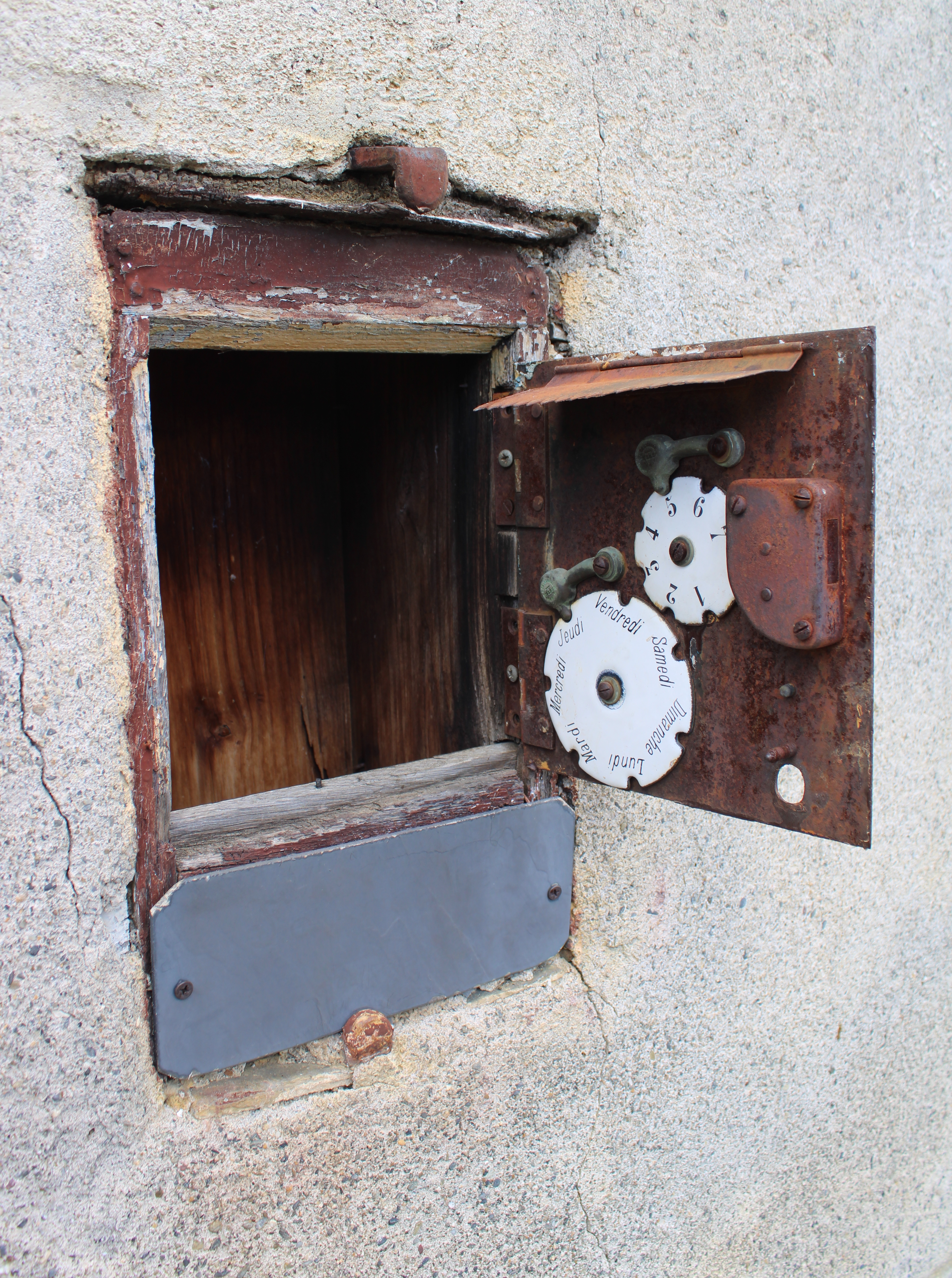
Vieille boîte aux lettres abritant un ancien nid de mésanges sur une habitation en 2022.

### Historique administratif
Pays et sénéchaussée de Bigorre, quarteron de  Bagnères,  canton de Lannemezan (depuis 1790).
Depuis le 1er janvier 2017, Molère est une des deux communes déléguées formant la commune nouvelle de Benqué-Molère dont le chef-lieu est situé à Benqué.

## Démographie
| 1793 | 1800 | 1806 | 1821 | 1831 | 1836 | 1841 | 1846 | 1851 |
| ---- | ---- | ---- | ---- | ---- | ---- | ---- | ---- | ---- |
| 41   | 54   | 62   | 58   | 64   | 70   | 67   | 88   | 93   |

| 1856 | 1861 | 1866 | 1872 | 1876 | 1881 | 1886 | 1891 | 1896 |
| ---- | ---- | ---- | ---- | ---- | ---- | ---- | ---- | ---- |
| 106  | 99   | 83   | 76   | 67   | 74   | 69   | 56   | 53   |

| 1901 | 1906 | 1911 | 1921 | 1926 | 1931 | 1936 | 1946 | 1954 |
| ---- | ---- | ---- | ---- | ---- | ---- | ---- | ---- | ---- |
| 51   | 54   | 55   | 42   | 43   | 40   | 38   | 32   | 35   |

| 1962 | 1968 | 1975 | 1982 | 1990 | 1999 | 2008 | 2013 | 2014 |
| ---- | ---- | ---- | ---- | ---- | ---- | ---- | ---- | ---- |
| 25   | 28   | 22   | 15   | 26   | 30   | 37   | 37   | 36   |

## Culture locale et patrimoine

### Lieux et monuments
- Église Sainte-Barbe de Molère.

### Héraldique
Commune sans blason officiel.